# Августовски пуч
Августовски пуч (рус. Августовский путч) је био неуспели покушај државног удара од 19. до 21. августа 1991. који су извели поједини чланови Владе СССР са циљем преузимања контроле на земљом од председника Михаила Горбачова. Лидери пуча били су “тврдолинијаши” унутар Комунистичке партије Совјетског Савеза (КПСС) који су се противили програму Горбачовљевих реформи као и назнакама новог споразума о децентрализовању совјетске државе и пребацивању надлежности федерације на републике. Своје противнике пучисти су имали углавном у Москви међу грађанским групама отпора. Иако је пуч пропао после само два дана уз повратак Горбачова на власт, сматра се да је имао кључну улогу у дезинтеграцији Совјетског Савеза и КПСС.

## Позадина
Чим је дошао на власт 1985, Горбачов је одмах покренуо серију реформи, познатијих као перестројка и гласност, чији је циљ био економско–политичко реструктурисање и отварање. Ово је одмах покренуло отпор и сумње међу партијским тврдолинијашима. Реформе су такође ослободиле неке снаге и покрете које Горбачов није очекивао. То се посебно односило на националистичку агитацију у неруским областима СССР. Уз то, Совјетски Савез су 1991. године потресале озбиљне политичке и нарочито економске тешкоће уз недостатак основних животних намирница за које су грађани чекали у редовима.
До тог тренутка Естонија, Летонија, Литванија и Грузија већ су прогласиле независност од СССР. Горбачов је јануара 1991. слањем војних снага силом покушао да врати Литванију у СССР. Недељу касније локалне просовјетске снаге ће покушати исто да ураде и у Летонији. Оружани сукоби већ су трајали на простору Нагорно Карабаха и Јужне Осетије.
Русија је 12. јуна 1990 прогласила „декларацију о државном суверенитету“ уз увођење сопствених закона нарочито у области финансија на својој територији и у супротности са совјетским законима (чин познат као Рат закона).
Током референдум 17. марта 1991, које су бојкотовале балтичке државе, Азербејџан, Грузија и Молдавија, већина грађана осталих република изразила је жељу за останком у реформисаном СССР. Током преговора осам од девет република (осим Украјине) је прихватило уговор о новој заједници са одређеним условима. Уговор би претворио Совјетски Савез у федерацију независних република са заједничким председником, војском и спољњим пословима. Русија, Казахстан и Узбекистан је требало да у Москви 20. августа 1991. потпишу уговор.

## Завера
Директор КГБ Владимир Крјучков је 11. децембра 1990. позвао на успостављање реда на московској Централној телевизији. Истог дана је позвао и двојицу официра КГБ да направе план о преузимању мера у случају проглашења ванредног стања у СССР. Касније је Крјучков у своју заверу укључио и совјетског министра одбране Дмитрија Јазова, министра унутрашњих послова Бориса Пуга, премијера Валентина Павлова, потпредседника Генадија Јанајева, заменика председника Савета одбране Олега Бакланова, шефа Горбачовљевог секретаријата Валерија Болдина и секретара централног комитета КПСС Олега Шењина.
Пучисти су се надали да би могли извршити притисак на Горбачова да прогласи ванредно стање у циљу успостављања реда и закона. У тврдолинијашком гласнику „Совјетска Русија“ се 23. јула 1991. се појавио текст „Реч народу“ уперен против перестројке који су потписали високу функционери СССР.
Шест дана касније, Горбачов, руски председник Борис Јељцин и казахстански председник Нурсултан Назарбајев су разговарали о могућности да смене тврдолинијаше као што су Павлов, Јазов, Крјучков и Пуго либералнијим особама. Крјучков, који је ставио Горбачова под присмотру неколико месеци раније, је на крају сазнао за разговор.
Горбачов је 4. августа отишао у своју дачу у Форосу на Криму. Планирао је да се врати у Москву на потписивање новог уговора о заједници 20. августа. Завереници су се 17. августа срели у просторијама КГБ-а у Москви и проучавали споразум. Пучисти су сматрали да реформисање Совјетског Савеза води ка његовом распаду и одлучили су да је време за акцију. Следећег дана, Бакланов, Болдин, Шењин и заменик министра одбране Совјетског Савеза генерал Валентин Варењиков су посетили Горбачова у његовој резиденцији на Криму са захтевом да или сам прогласи ванредно стање или да уступи место Јанајеву. Међутим, Горбачов је чврсто подржавао Нови уговор о заједници. После одбијања ултиматума Горбачову је наређено да остане у својој дачи на Криму, при чему су комуникационе линије (под контролом КГБ) одмах прекинуте. Додатна стража КГБ распоређена је око даче са наређењем да нико не сме да је напусти.
Наређено је да се из фабрике у Пскову у Москву допреми 250.000 лисица и 300.000 формулара за хапшење. Крјучков је удвостручио плате особљу КГБ, позвао их са одмора и ставио у стање узбуне. Затвор Лефортово је испражњен да би се направило места за евентуалне ухапшенике.

## Августовски пуч
Пучисти су имали састанак у Кремљу пошто су се Бакланов, Болдин, Шењин и Варењиков вратили са Крима. Јанајев, Павлов и Бакланов потписали су „декларацију о совјетском вођству“ у којој су прогласили ванредно стање на територији читавог СССР и прогласили да је основан Државни комитет у ванредном стању ради ефикасног управљања земљом током ванредног стања. Комитет су чинили:
- Генадиј Јанајев
- Валентин Павлов
- Владимир Крјучков
- Дмитриј Јазов
- Борис Пуго
- Олег Бакланов
- Василиј Стародубцев, председник Уније сељака Совјетског Савеза и
- Алексаднар Тизјаков, председник Удружења државних предузећа и индустријских, саобраћајних и комуникационих конгломерата

Јанајев је потписао декрет којим је себе прогласио за председника СССР усљед Горбачовљеве болести, како је гласио изговор. Овај осмочлани колектив назван је „Бандом Осморице“. Комитет је забранио сву штампу осим партијских новина уз позив за „обнову достојанства совјетског човјека“.

### 19. август
Пошто су су одлуке Комитета емитоване на државном радију и телевизији са почетком у 07:00, Радио Русија, Телевиденије Русија и Ехо Москва, једине независне радио и ТВ-станице су одстрањене из етра. Оклопне јединице Таманске дивизије и Кантемировска тенковска дивизија ушле су у Москву праћене падобранцима. Четири посланика Конгреса народних депутата РСФСР (који су сматрани најопаснијим) КГБ је задржао у војној бази у близини Москве. Пучисти су намеравали да ухвате председника Русије Бориса Јељцина током његовог повратка из Казахстана или док је био у својој дачи у близини Москве, али из непознатог разлога то нису урадили. Остављање Јељцина на слободи испоставиће се фаталним по њихове планове.
Јељцин је стигао у Бели дом (зграду руског парламента) 19. августа у 9 сати. Заједно са високим званичницима руске федералне јединице прогласиће пуч неуставним, захтеваће од војске да не учествује у истом, прогласиће генерални штрајк и захтеваће да се Горбачов обрати народу. Декларација је дистрибуирана широм Москве у форми летака.
Грађани Москве су послеподне почели да се окупљају око Белог дома и да постављају барикаде. Као одговор на то Јанајев је прогласио ванредно стање у Москви са почетком у 16:00. Јанајев се обратио јавности у 17:00 са тврдњом да је Горбачов на „одмору“. У међувремену мајор Евдокимов, начелник штаба тенковског батаљона Таманске дивизије која је чувала Бели дом, објавиће лојалност вођству РСФСР. Јељцин се попео на један од њихових тенкова и обратио се окупљеним грађанима. Неочекивано, овај догађај се појавио на државним медијима током вечерњих вести.

### 20. август
У подне командант Московског војног округа, генерал Калињин, којег је Јанајев прогласио за војног команданта Москве, прогласио је полицијски час у Москви од 23:00 то 5:00. Ово је схваћено и као знак да је напад на Бели дом неминован. Браниоци Белог дома, иако већином ненаоружани, припремили су се за одбрану. Евдокимови тенкови су се поподне одмакли од Белог дома. Кризни штаб за одбрану Белог дома предводио је генерала Константина Кобец, посланик у парламенту РСФСР.
Крјучков, Јазов и Пуго су 20. августа послеподне донели су коначну одлуку о нападу на Бели дом. Ову одлуку су подржали други чланови Комитета. Крјучковљеви и Јазовљеви замјеници, генерал КГБ-а Агејев и армијски генерал Ачалов, планирали су напад под именом „Операција Гром“, у ком је требало да учествују делови Алфа групе и Вимпел групе, уз подршку падобранаца, московског ОМОН-а, Унутрашње трупе дивизије Дзержински, три тенковске чете и ескадрила хеликоптера. Командир Алфа групе, генерал Виктор Карпухин и други виши официри групе заједно са замеником команданта Ваздушнодесантних јединица генералом Александром Лебедом пришли су демонстрантима поред Белог дома да би оценили могућности такве операције. После тога Карпухин и командир Вимпела пуковник Бесков покушали су да убеде Агејева да би евентуална операција довела до крвопролића и да би стога требало да буде отказана. Лебед се уз сагласност његовог надређеног, генерала Павела Грачева, вратио у Бели дом и тајно информисао тамошње руководство да напад почиње у 2:00.

### 21. август
Око 1:00, недалеко од Белог дома, тролејбуси и комунална возила искоришћена су за барикаде у тунелу против долазећих борбених возила Таманске дивизије. Три особе су убијене током инцидента, а неколико их је рањено. Двоје жртава је покушало да прекрију осматрачке перископе једног од оклопних возила. Демонстранти су касније запалили једно оклопно возило, али ниједан војник није страдао. Са друге стране Алфа група и Вимпел нису ушле у Бели дом како је било планирано и Јазов је наредио трупама да се повуку из Москве.
Трупе су почеле да се повлаче из Москве у 8:00. Чланови Комитета срели су се у Министарству Одбране и не знајући шта даље одлучили су да пошаљу Крјучкова, Јазова и још неколико високих чиновника на Крим, где је Горбачов одбио да се састане са њима. Пошто су комуникацијске линије између Горбачовљеве даче и Москве обновљене, Горбачов је све одлуке Комитета прогласио неважећим, а све чланове разрешио њихових дужности. Канцеларија државног тужиоца СССР почела је са истрагом пуча.

## Последице
Горбачов и делегација Комитета долетели су у Москву, а Крјучков, Јазов и Тизијаков ухапшени у раним часовима 22. августа. Пуго је такође ухапшен. Следећег дана извршио је самоубиство заједно са својом супругом. Остали чланови Комитета задржани су у дводневном притвору. Иако није директно учествовао у пучу, након неуспеха пуча самоубиство је извршио и бивши начелник генералштаба Совјетских оружаних снага маршал Сергеј Ахромејев.
Како је неколико шефова регионалних извршних комитета подржало заверенике, Врховни совјет РСФСР донео је одлуку бр. 1626-1, којом се овлашћује председник Русије Борис Јељцин да поставља шефове локалних администрација, иако по Уставу Русије није имао таква овлашћења. Јељцин је донео је одлуку и о враћању заставе из времена Руске Империје као застава Руске Федерације.
Горбачов је 24. августа поднео оставку на место генералног секретара КПСС. Владимир Ивашко га је заменио као вршилац дужности генералног секретара, али је и он поднео оставку 29. августа. Отприлике у исто време, Јељцин је наредио трансфер архива КПСС представницима државног архива, као и национализацију све имовине КПСС у Русији (што је поред седишта партијских комитета обухватало и образовне установе, хотеле, итд). Јељцин је прогласио приремену забрану свих активности КПСС на територији Русије, што је дефакто значио крај КПСС.
Статуа Феликса Дзержинског испред зграде КГБ на Тргу Феликса Дзержинског (Лубјанка) је демонтирана 24. августа, док је на хиљаде Московљана присуствовало сахрани страдалих Комара, Усова и Кричевског, које је Горбачов постхумно прогласио Херојима Совјетског Савеза.
Истог дана Врховна рада је усвојила Декларацију о независности Украјине и сазвала референдум да се потврди декларација. Врховни совјет Молдавије је 27. августа прогласио независност Молдавије од Совјетског Савеза. Врховни совјети Азербејџана и Киргистана су то урадили 30. и 31. августа.
Чланови Комитета и њихови саучесници оптужени су за издају у виду завере са циљем преузимања власти. Међутим, крајем 1992. сви су пуштени из притвора до почетка суђења. Суђење у Војном одсеку Врховног Суда Русије почело је 14. априла 1993. Државна Дума је 23. фебруара 1994. прогласила амнестију за све чланове Комитета и њихове саучеснике, укључујући ту и учеснике кризних дешавања из 1993. Сви су прихватили амнестију, осим генерала Варењикова, који је захтевао наставак суђења које је коначно завршено 11. августа 1994. ослобађајућом пресудом.